# CSK VMF Moskva
Il CSK VMF Moskva è la sezione di pallanuoto dell'omonima polisportiva. Ha vinto una Coppa dei Campioni del 1977, arrivando in finale anche nel 1984.

## Palmarès

### Trofei nazionali
- Campionato sovietico: 17

1964, 1965, 1966, 1970, 1971, 1975, 1976, 1977, 1978, 1980, 1983, 1984, 1988, 1989, 1990, 1991, 1992
- Campionato russo: 1

1993

### Trofei internazionali
- Coppa dei Campioni: 1

1976-77
- Coppa delle Coppe: 2

1981, 1983
- Supercoppa LEN: 3

1977, 1981, 1983